# Labdarúgás a 2000. évi nyári olimpiai játékokon
A 2000. évi nyári olimpiai játékokon a labdarúgó-tornákat szeptember 13. és 30. között rendezték.

## Éremtáblázat
(Az egyes számoszlopok legmagasabb értéke, vagy értékei vastagítással kiemelve.)
| A 2000. évi nyári olimpiai játékok éremtáblázata labdarúgásban | A 2000. évi nyári olimpiai játékok éremtáblázata labdarúgásban | A 2000. évi nyári olimpiai játékok éremtáblázata labdarúgásban | A 2000. évi nyári olimpiai játékok éremtáblázata labdarúgásban | A 2000. évi nyári olimpiai játékok éremtáblázata labdarúgásban | Olimpia  |
| -------------------------------------------------------------- | -------------------------------------------------------------- | -------------------------------------------------------------- | -------------------------------------------------------------- | -------------------------------------------------------------- | -------- |
|                                                                | Ország                                                         | Arany                                                          | Ezüst                                                          | Bronz                                                          | Összesen |
| 1.                                                             | Kamerun (CMR)                                                  | 1                                                              | 0                                                              | 0                                                              | 1        |
|                                                                | Norvégia (NOR)                                                 | 1                                                              | 0                                                              | 0                                                              | 1        |
| 3.                                                             | Spanyolország (ESP)                                            | 0                                                              | 1                                                              | 0                                                              | 1        |
|                                                                | Egyesült Államok (USA)                                         | 0                                                              | 1                                                              | 0                                                              | 1        |
| 5.                                                             | Chile (CHI)                                                    | 0                                                              | 0                                                              | 1                                                              | 1        |
|                                                                | Németország (GER)                                              | 0                                                              | 0                                                              | 1                                                              | 1        |
|                                                                |                                                                |                                                                |                                                                |                                                                |          |
| Összesen                                                       | Összesen                                                       | 2                                                              | 2                                                              | 2                                                              | 6        |

## Érmesek

### Férfi torna
| A 2000. évi nyári olimpiai játékok érmesei férfi labdarúgásban | A 2000. évi nyári olimpiai játékok érmesei férfi labdarúgásban | A 2000. évi nyári olimpiai játékok érmesei férfi labdarúgásban | A 2000. évi nyári olimpiai játékok érmesei férfi labdarúgásban |
| --- | --- | --- | -------------------------------------------------------------- |
| Arany | Ezüst | Bronz |                                                                |
| Kamerun (CMR) | Spanyolország (ESP) | Chile (CHI) |                                                                |
| Samuel Eto’o Serge Mimpo Clement Beaud Aaron Nguimbat Joel Epalle Modeste M’bami Patrice Abanda Nicolas Alnoudji Daniel Bekono Serge Branco Lauren Etame Mayer Idriss Carlos Kameni Patrick M'Boma Albert Meyong Daniel Ngom Kome Geremi Njitap Fotso Patrick Suffo Pierre Wome Szövetségi kapitány: Jean-Paul Akono | David Albelda Iván Amaya Miguel Ángel Angulo Daniel Aranzubia Joan Capdevila Jordi Ferron Gabriel García Xavier Hernández Jesús María Lacruz Albert Luque Carlos Marchena Felipe Ortiz Carles Puyol José María Romero Ismael Ruiz Raúl Tamudo Antonio Velamazán Unai Vergara Szövetségi kapitány: Iñaki Sáez | Pedro Reyes Nelson Tapia Iván Zamorano Javier di Gregorio Cristian Álvarez Francisco Arrue Pablo Contreras Sebastián González David Henríquez Manuel Ibarra Claudio Maldonado Reinaldo Navia Rodrigo Núñez Rafael Olarra Patricio Ormazábal David Pizarro Rodrigo Tello Mauricio Rojas Szövetségi kapitány: Nelson Acosta |                                                                |

### Női torna
| A 2000. évi nyári olimpiai játékok érmesei női labdarúgásban | A 2000. évi nyári olimpiai játékok érmesei női labdarúgásban | A 2000. évi nyári olimpiai játékok érmesei női labdarúgásban | A 2000. évi nyári olimpiai játékok érmesei női labdarúgásban |
| --- | --- | --- | ------------------------------------------------------------ |
| Arany | Ezüst | Bronz |                                                              |
| Norvégia (NOR) | Egyesült Államok (USA) | Németország (GER) |                                                              |
| Gro Espeseth Bente Nordby Marianne Pettersen Hege Riise Kristin Bekkevold Ragnhild Gulbrandsen Solveig Gulbrandsen Margunn Haugenes Ingeborg Hovland Christine Bøe Jensen Silje Jørgensen Monica Knudsen Gøril Kringen Unni Lehn Dagny Mellgren Anita Rapp Brit Sandaune Bente Kvitland Szövetségi kapitány: Per Mathias Høgmo | Brandi Chastain Joy Fawcett Julie Foudy Mia Hamm Kristine Lilly Tiffeny Milbrett Carla Overbeck Cindy Parlow Briana Scurry Lorrie Fair Michelle French Shannon MacMillan Siri Mullinix Christie Pearce Nikki Serlenga Danielle Slaton Kate Sobrero Sara Whalen Szövetségi kapitány: April Heinrichs | Ariane Hingst Melanie Hoffmann Steffi Jones Renate Lingor Maren Meinert Sandra Minnert Claudia Müller Birgit Prinz Silke Rottenberg Kerstin Stegemann Bettina Wiegmann Tina Wunderlich Nicole Brandebusemeyer Nadine Angerer Doris Fitschen Jeannette Götte Stefanie Gottschlich Inka Grings Szövetségi kapitány: Tina Theune-Meyer |                                                              |